# Claude Le Coz
Pour les articles homonymes, voir Le Coz.
Claude Le Coz, né le 22 décembre 1740 à Plonévez-Porzay et mort le 3 mai 1815 à Villevieux (Jura), est un évêque français. Évêque constitutionnel de Rennes, il est ensuite archevêque de Besançon.

## Biographie
Fils d'un tisserand, il fait ses études chez les jésuites de Quimper. Après la dispersion de l'ordre, il devient professeur puis principal du collège. Il fut de 1778 à 1791 le dernier prieur de Locamand. Épris des idées révolutionnaires, il est élu procureur-syndic du district de Quimper. Ayant approuvé dans plusieurs brochures la Constitution civile du clergé, notamment un Accord des vrais principes de la morale et de la raison sur la Constitution civile du clergé, il est élu évêque constitutionnel d'Ille-et-Vilaine en février 1791 et prête le serment constitutionnel. Le Coz apparaît vite comme l'un des chefs de file de l'Église constitutionnelle.
Élu par le même département à l'Assemblée législative le 3 septembre 1791, le 9e sur 10 à la pluralité des voix, il défend le costume ecclésiastique et le célibat des prêtres le 19 octobre, ainsi que le rétablissement des passeports, qu'il qualifie d'« Argus de la patrie », le 30 janvier 1792. De même, il réclame la suppression de plusieurs congrégations religieuses le 5 février et le 6 avril 1792, mais s'oppose à la suppression des congrégations enseignantes.
Après le 10 août, il parle contre la suspension de Louis XVI. À la fin de la session, il devient membre du directoire du département d'Ille-et-Vilaine.
Hostile au représentant en mission Jean-Baptiste Carrier et au mariage des prêtres, il est enfermé au Mont-Saint-Michel, où il demeure jusqu'après 9-Thermidor.
Sous le Directoire, il se montre très hostile à la substitution du décadi aux dépens du dimanche. Ami de l'abbé Grégoire, il préside les conciles nationaux de 1797 et de 1801.
Après la signature du Concordat de 1801, auquel il adhère, il donne sa démission du siège de Rennes. Il est l'un des 12 évêques constitutionnels nommés à la tête d'un diocèse concordataire, sur l'insistance de Napoléon Bonaparte. Il est ainsi nommé le 9 avril 1802 archevêque de Besançon, archidiocèse qui regroupe les départements du Doubs, de la Haute-Saône et du Jura. Dans un diocèse massivement réfractaire, il se heurte à une opposition protéiforme. En 1804, il signe une formule de soumission aux brefs du pape.
Prélat actif, d'une conduite exemplaire, très favorable à la politique de l'Empereur, le ministre de l'Intérieur lui accorde en 1807 une médaille pour avoir aidé à la propagation de la vaccine dans son diocèse. En 1809, Fontanes le charge de la création d'une académie d'enseignement à Besançon.
Le duc d'Angoulême lui interdit de se présenter devant lui lors de son voyage dans la région en 1814 du fait de son hostilité à la Restauration. Favorable aux Cent-Jours, il meurt moins d'un mois après d'une fluxion de poitrine au cours d'une visite pastorale dans le Jura.

## Armoiries
Comme tous les évêques constitutionnels, lorsqu'il est nommé évêque constitutionnel d'Ille-et-Vilaine, il prend comme armoiries un écu d'azur chargé de ses initiales en lettres d'argent. Il conserve ce blason jusqu'en 1809 où il adopte un nouvel écu conforme aux règles de l'héraldique napoléonienne.
|                  |                        |                        |
| (1792-1801)      | (1802-1809)            | (1809-1815)            |
| Évêque de Rennes | Archevêque de Besançon | Archevêque de Besançon |